# Pietro Arese
Pietro Arese, né le 8 octobre 1999 à Turin, est un athlète italien spécialiste des courses de demi-fond.

## Biographie
Finaliste des championnats du monde en salle 2022, il termine aux pied du podium du 1 500 m lors des championnats d'Europe 2022.
Il se classe 5e du 1 500 m lors des championnats d'Europe en salle 2023 et 7e du 3 000 m lors des championnats du monde en salle 2024.
En 2024, il bat le record d'Italie du 1 500 m, que détenait Gennaro Di Napoli depuis 1990 en réalisant 3 min 32 s 13 lors des Bislett Games d'Oslo. Il remporte la médaille de bronze aux Championnats d'Europe, derrière Jakob Ingebrigtsen et le Belge Jochem Vermeulen.
Aux Jeux olympiques de Paris, il prend la 8e place avec un nouveau record national à 3 min 30 s 74.

## Palmarès

### International
| Date | Compétition                    | Lieu     | Résultat | Épreuve | Marque        |
| ---- | ------------------------------ | -------- | -------- | ------- | ------------- |
| 2022 | Championnats du monde en salle | Belgrade | 8e       | 1 500 m | 3 min 37 s 60 |
| 2022 | Championnats d'Europe          | Munich   | 4e       | 1 500 m | 3 min 35 s 00 |
| 2023 | Championnats d'Europe en salle | Istanbul | 5e       | 1 500 m | 3 min 38 s 91 |
| 2024 | Championnats du monde en salle | Glasgow  | 7e       | 3 000 m | 7 min 46 s 46 |
| 2024 | Championnats d'Europe          | Rome     | 3e       | 1 500 m | 3 min 33 s 34 |
| 2024 | Jeux olympiques                | Paris    | 8e       | 1 500 m | 3 min 30 s 74 |

### National
- Championnats d'Italie :
  - 1 500 m : vainqueur en 2023
- Championnats d'Italie en salle :
  - 1 500 m : vainqueur en 2021 et 2023
  - 3 000 m : vainqueur en 2021

## Records
| Épreuve              | Points             | Lieu  | Date           |
| -------------------- | ------------------ | ----- | -------------- |
| 1 500 m              | 3 min 30 s 74 (NR) | Paris | 6 août 2024    |
| 3 000 m piste courte | 7 min 38 s 42      | Metz  | 3 février 2024 |